# Sergio Henao
Sergio Luis Henao Montoya (* 10. Dezember 1987 in Rionegro) ist ein ehemaliger kolumbianischer Radrennfahrer.

## Sportliche Laufbahn
Zu Beginn seiner Karriere fuhr Henao für kolumbianische UCI Continental Teams. Er gewann die Gesamtwertungen des Clásico Ciclístico Banfoandes 2007, des Grand Prix du Portugal und des Cinturón a Mallorca 2009 sowie der Vuelta a Colombia 2010. Nach einem Mannschaftswechsel gewann er im Jahr 2011 zwei Etappen der Tour of Utah, wobei er sich im Prolog und auf einer anspruchsvollen Bergankunft durchsetzte.
Im Jahr 2012 wechselte er im Alter von 24 Jahren zum Team Sky ProCycling, bei dem in der Saison 2014 auch sein Cousin Sebastián Henao einen Vertrag erhielt. Bereits in seiner ersten Saison zeigte er mit mehreren Top-Resultaten auf und belegte bei seinem Grand-Tour-Debüt den neunten Gesamtrang beim Giro d’Italia 2012. Im selben Jahr wurde er Fünfter der Lombardei-Rundfahrt. In der Saison 2013 konnte er bei der Algarve-Rundfahrt seinen ersten Tagessieg für die britische Mannschaft einfahren, ehe er die dritte Etappe der Baskenland-Rundfahrt und somit sein erstes Rennen der UCI WorldTour für sich entschied. Nachdem er sich beim Flèche Wallonne nur dem Spanier Daniel Moreno geschlagen geben musste, gewann er mit seinen Teamkollegen das Mannschaftszeitfahren des Giro d’Italia, den er nach dem Ausfall seines Kapitäns Bradley Wiggins als bester Fahrer seines Teams auf dem 16. Platz beendete. Am Ende der Saison bestritt er mit der Vuelta a España eine weitere Grand Tour.
Im März 2014 wurde Henao von seinem Team vorübergehend aus der weiteren Rennplanung genommen, da ein interner Test auffällige Werte gezeigt hatte. Eine weitere Suspendierung erfolgte im April 2016, nachdem die UCI aufgrund von Ergebnissen des Biologischer Passes die Einleitung von Dopingermittlungen geprüft hatte. Die teaminterne Suspendierung wurde aufgehoben, nachdem die UCI im Mai 2016 erklärt hatte, keine Grundlage für weitere Untersuchungen zu haben. Dazwischen wurde Sergio Henao zweimal Zweiter der Baskenland-Rundfahrt, wobei er die Gesamtführung jeweils im Abschlusszeitfahren abgeben musste. Weiters gewann er im Jahr 2015 eine Etappe der Polen-Rundfahrt und gab in der Saison 2016 sein Debüt bei der Tour de France, wo er als Gesamtzwölfter seinem Teamkollegen Chris Froome zu dessen dritten Gesamtsieg verhalf.
Bei den anschließenden Olympischen Spielen 2016 lag Henao wenige Kilometer vor dem Ziel auf zusammen mit Vincenzo Nibali und Rafał Majka in Führung, stürzte aber zusammen mit Nibali auf der letzten Abfahrt und brach sich das Becken.
Im Jahr 2017 wurde Sergio Henao erstmals kolumbianischer Meister im Straßenrennen, ehe ihm im Frühjahr mit dem Gesamtsieg von Paris–Nizza sein bedeutendster Karriereerfolg gelang. Im Anschluss verhalf er Chris Froome zu dessen vierten und letzten Tour-de-France-Sieg. In der Saison 2018 konnte Henao nicht an seine früheren Leistungen anschließen, wobei er seinen nationalen Titel zu Jahresbeginn verteidigte.
Mit der Saison 2019 wechselte Sergio Henao im Alter von 31 Jahren zum UAE Team Emirates und fuhr ab 2021 beim Team Qhubeka, ohne in diesen Jahren an seine bisherigen Karriereergebnisse anschließen zu können. Nachdem sein letztes Team Ende 2021 aufgelöst worden war und er keinen neuen Vertrag bei einer anderen Mannschaft erhalten hatte, gab er das Ende seiner Karriereende bekannt.
Nach nur zwei Monaten kehrte der zwischenzeitlich 34-jährige Kolumbianer jedoch im Rahmen des Joe Martin Stage Race ins Fahrerfeld zurück, wobei er für den Club 2nBike Emanuel Ibarry den vierten Gesamtrang einfuhr. Im Jahr 2023 bestritt er vereinzelt Rennen für den US-amerikanischen Club Denver Disruptors, ehe er ab dem Jahr 2024 beim kolumbianischen Continental Team Nu Colombia fuhr. Für dieses war er bei mehreren nationalen Rennen erfolgreich und gewann im November 2024 die Gesamtwertung der Tour do Rio. Im Jahr 2025 folgte der Gesamtsieg bei der Jamaica International Cycling Classic.

## Erfolge
2007

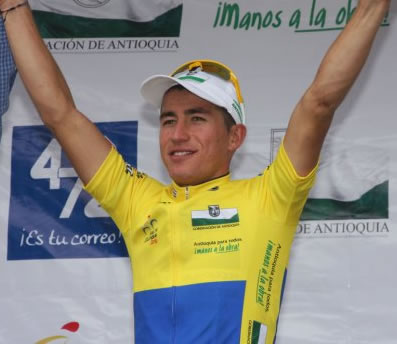
Sergio Henao bei der Vuelta a Colombia 2010

- Gesamtwertung und zwei Etappen Clásico Ciclístico Banfoandes

2009
- Gesamtwertung eine Etappe Grand Prix du Portugal
- Gesamtwertung und eine Etappe Cinturón a Mallorca
- eine Etappe Coupe des Nations Ville Saguenay

2010
- Gesamtwertung, zwei Etappen und Mannschaftszeitfahren Vuelta a Colombia

2011
- Mannschaftszeitfahren Vuelta a Colombia
- Prolog und eine Etappe Tour of Utah

2013
- eine Etappe Volta ao Algarve
- eine Etappe Vuelta al País Vasco
- Mannschaftszeitfahren Giro d’Italia

2015
- eine Etappe Polen-Rundfahrt

2016
- Bergwertung Tour Down Under
- Punktewertung Baskenland-Rundfahrt
- Kolumbianische Meisterschaft – Straßenrennen

2017
- Kolumbianischer Meister – Straßenrennen
- Gesamtwertung Paris-Nizza

2018
- Kolumbianischer Meister – Straßenrennen

2024
- Gesamtwertung Vuelta a Antioquia

2025
- Gesamtwertung Jamaica International Cycling Classic

## Grand Tour-Platzierungen
| Grand Tour            | 2012 | 2013 | 2014 | 2015 | 2016 | 2017 | 2018 | 2019 | 2020 | 2021 |
| --------------------- | ---- | ---- | ---- | ---- | ---- | ---- | ---- | ---- | ---- | ---- |
| Giro d’ItaliaGiro     | 9    | 16   | –    | –    | –    | –    | 13   | –    | –    | –    |
| Tour de FranceTour    | −    | –    | –    | –    | 12   | 28   | –    | 47   | –    | 21   |
| Vuelta a EspañaVuelta | 14   | 28   | –    | 22   | –    | –    | 28   | 45   | 15   | DNF  |